# 洗車機

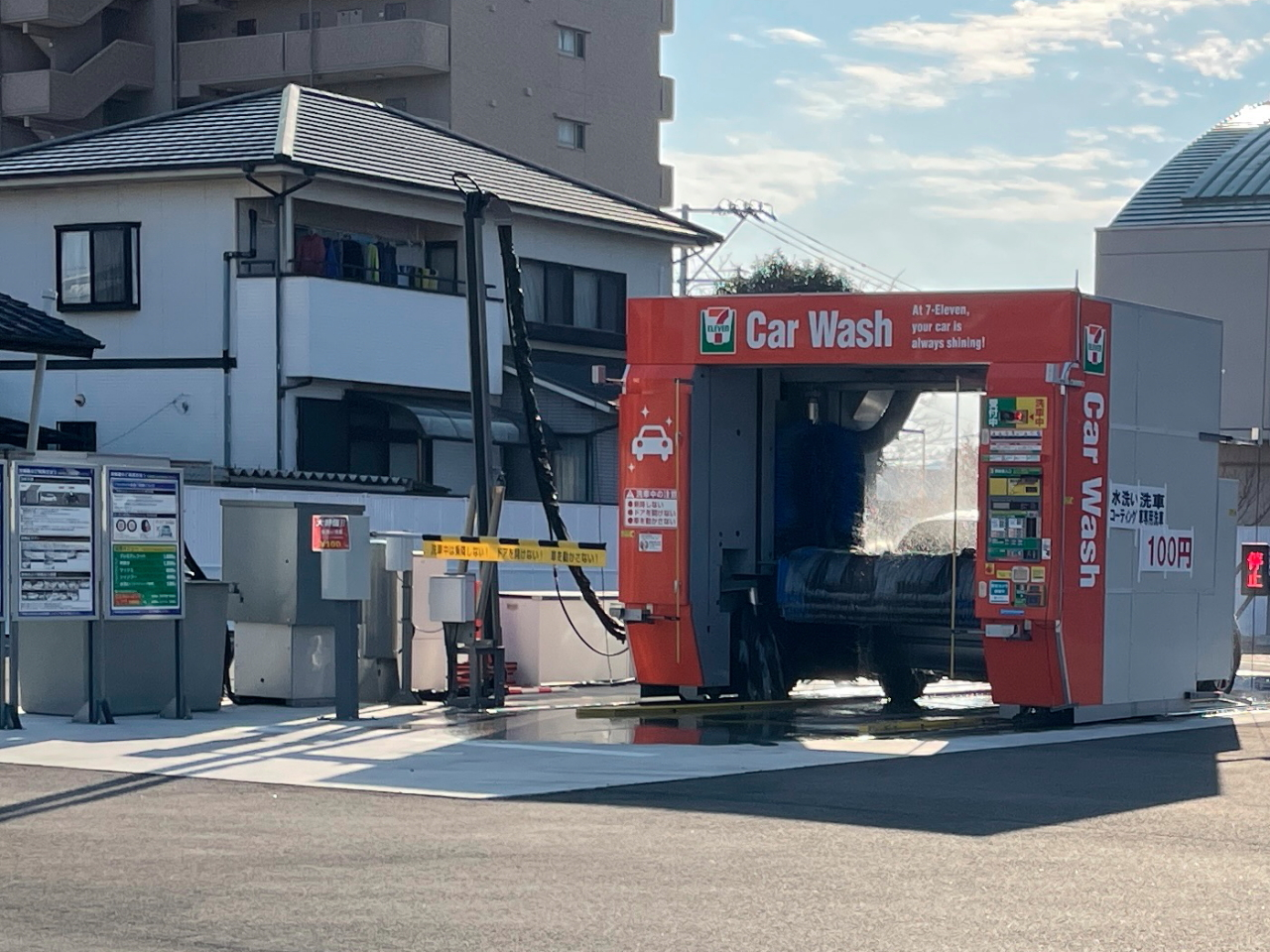
移動式洗車機の外観

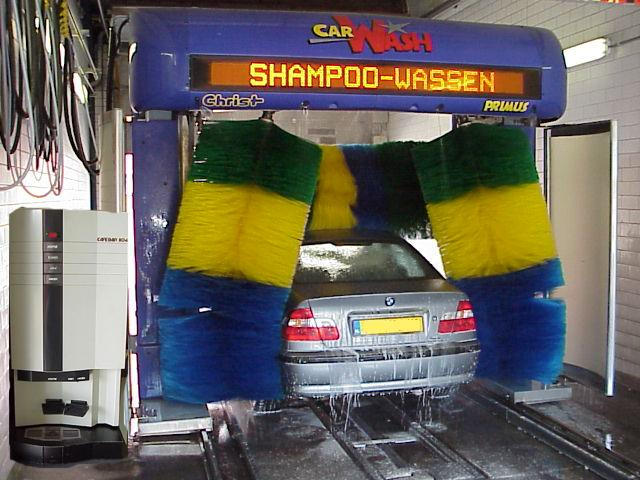
移動式洗車機の例

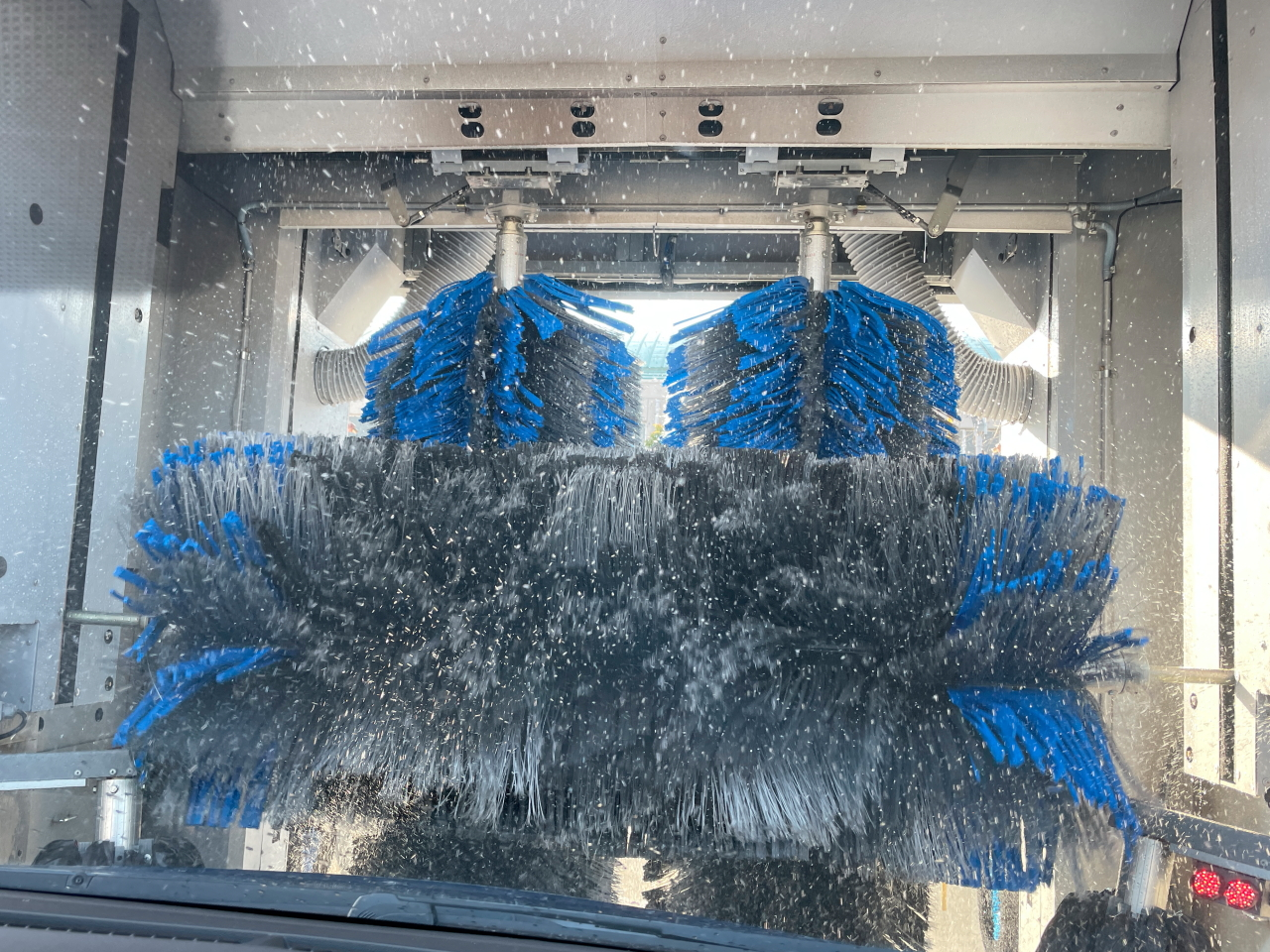
移動式洗車機内の回転ブラシ

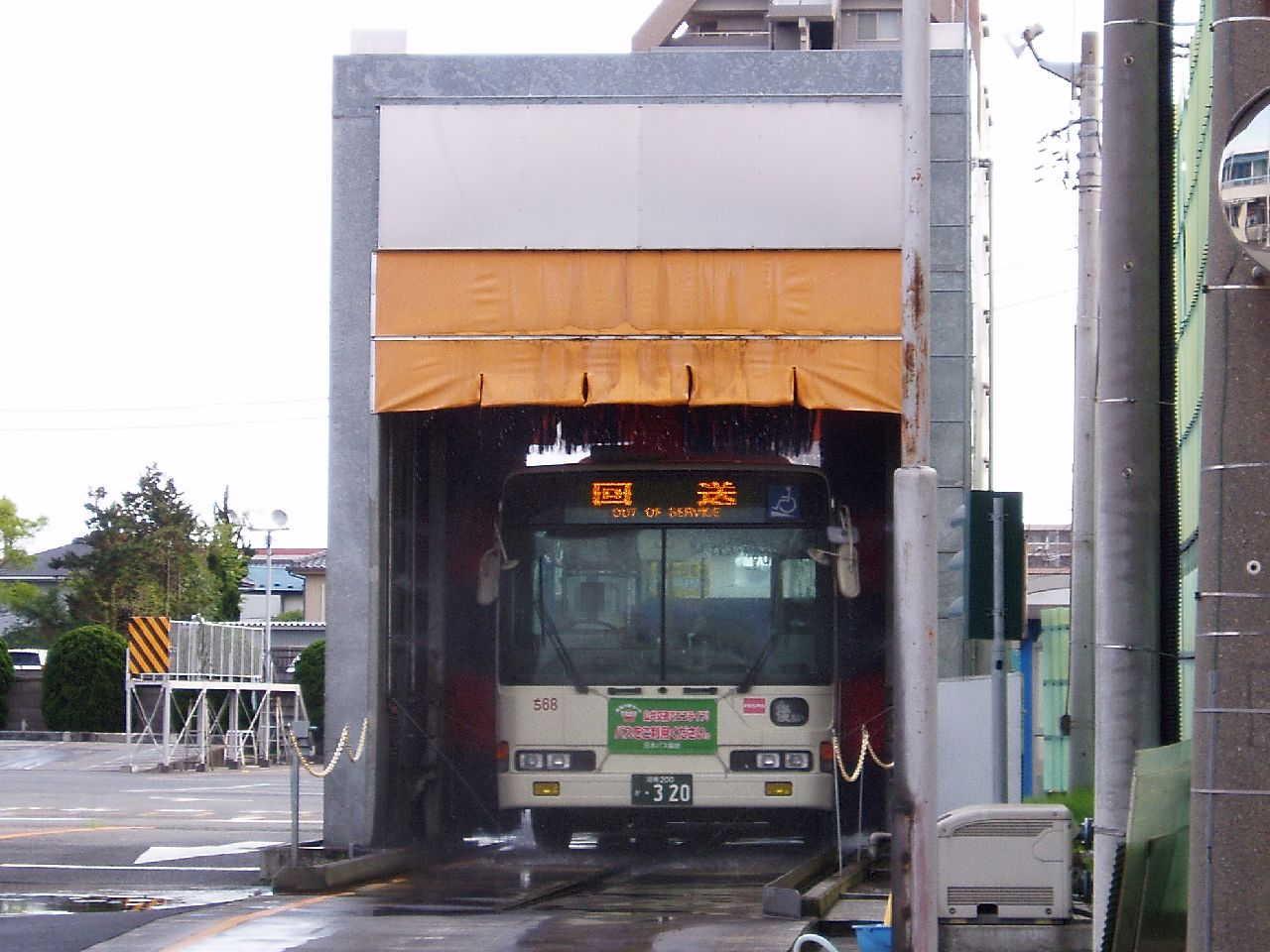
バス用固定式洗車機の例

洗車機（せんしゃき）は、洗車（自動車の洗浄）を自動的に行う機械である。主にガソリンスタンドや自動車ディーラー、コイン洗車場、バスやタクシーなどの営業所などに設置されている。

## 概要
門のような形状をしており、内側には水を吹きかけるためのノズル、回転式のブラシ、水滴を吹き飛ばすための風を送るノズルなどが付いている。この機械の中に自動車を通すことにより洗浄を行う。
洗車機の中央に自動車を停めスイッチが押されると洗車機が前後に移動しボディー全体を洗浄する移動式洗車機が一般的である。洗車機自体は移動せず、自動車を通過させることにより洗浄する固定式洗車機もある。バス営業所では後者の例が多い。
なおクルマから降りなくても済むドライブスルー洗車も存在し、主にセルフサービスのガソリンスタンドに設置してある。また、ブラシレス洗車機も存在しその場合は高圧で水を噴射して汚れを落とす仕組みとなっているが、ブラシ傷がつかない代わりに汚れの落ち方もブラシ式には劣るので手洗い前の下処理程度に使うのが無難である。

## 洗浄の流れ
大まかな流れを示す。
1. 自動車に勢い良く水を吹きかけ、泥などを落とす。
2. 洗浄液を吹きかける。
3. 回転するブラシで磨く。
4. 水を吹きかけ、洗浄液をすすぐ。
5. 勢い良く空気を吹き付けて水を弾き飛ばすことにより、自動車を乾かす。

このほか、以下のような動作をさせることができる。
- 水を吹きかけたのち、乾かすのみ。「水洗いコース」などと呼ばれる。
- 洗浄液を吹きかけたのち、機械が一旦停止する。この間に人手で布・スポンジ・ブラシなどを用いて自動車を磨く。機械を再スタートさせると洗浄液のすすぎ、乾燥が始まる。「手洗いコース」などと呼ばれ、回転ブラシによる微細な傷を嫌う場合や、特殊な形状の自動車に対して使用する。
- 洗車機本体または洗車機とは別に設置された機械を使用する。洗車機のメニューにオプションとして加えられ、そのオプションをコース（例えばシャンプー、撥水コート）に追加すると本体または別置の装置が高圧の泡や水を掛けて洗浄するものである。これにより洗車時にショー効果が得られ、洗車収益を向上させることができる。

## 主な洗車機メーカー
日本国内の会社のみを列挙する。
- エムケー精工
- アベテック
- ダイフク
- 日伸精機
- ニッポー技研
- 日本車輌洗滌機 - 1962年（昭和37年）に、自家用車向けの固定式洗車機を日本で初めて製造・販売した[1]。
- タケウチビユーテー - 1963年（昭和38年）に、自家用車向け移動式洗車機を、株式会社竹内鉄工が日本で初めて製造・販売した[2]。
- YASUI - 2010年にダイフクへ事業を譲渡し撤退した。ただし会社自体は現在も存在する[3]。
- ダイホウ西日本